# Eduard av Anhalt
Eduard av Anhalt (Eduard Georg Wilhelm), född 18 april 1861 i Dessau, död 13 september 1918, var regerande hertig av Anhalt 1918.

## Biografi
Eduard var son till Fredrik I av Anhalt och Antoinette av Sachsen-Altenburg.
Han gifte sig 1895 med Luise av Sachsen-Altenburg (1873–1953) (skilda 1918).
Barn:
- Leopold Friedrich (1897–1898)
- Marie Auguste (1898–1983); gift 1:o 1916 med Joakim av Preussen (1890–1920); yngste son till Vilhelm II av Tyskland. Gift 2:o 1926 (skilda 1935) med Johannes-Michael von Loën
- Joachim Ernst av Anhalt (1901–1947).